# 勞倫斯·彼得
勞倫斯·約翰斯頓·彼得（英語：Laurence Johnston Peter，1919年9月16日—1990年1月12日）是出生於加拿大的教育家、心理學家、作家，為商業書籍《彼得原理》的作者。

## 生平
彼得出生於加拿大的溫哥華，是早期在史提夫斯頓當地開發的威廉·赫伯特·史提夫斯（William Herbert Steeves）子孫。彼得在1941年開始從事教師的工作，之後在1963年獲得華盛頓州立大學的教育博士學位。在1966年，彼得搬至美國加州居住，他在當地的南加州大學擔任教授，並處理有關情緒障礙兒童方面的事務。
彼得在1969年與雷蒙德·霍爾共同創作名為《彼得原理》的商業書，該書籍以職場上當人們努力設法讓自己升遷，或是被選拔至高階職位時，因為在新職位裡從事著本身並不專長的事務，反而害到自己變成公司負資產的職場現象作為主題。此書籍在獲得市場上的關注後，彼得後續也發表《彼得計畫》（The Peter Plan, A proposal for survival）、《彼得金字塔》（The Peter Pyramid: Or, Will We Ever Get the Point?）等探討商場管理的著作。
從1985年起，彼得每年會參與在加州洪堡縣所舉行，活動內容以人們打造各種創意造型的機器移動裝置，來跑完路程的動力雕塑競賽。
1990年1月12日當天，彼得於位在帕洛斯弗迪斯莊園的住所因中風過世。

## 著書
- 規範教學（Prescriptive Teaching）：1965年，ISBN 0-7475-3269-9
- 彼得原理：1969年，ISBN 978-0061699061
- 彼得處方（The Peter Prescription: How to Make Things Go Right）：1972年，ISBN 978-0553242812
- 教學技能：個人指導1（Competencies for Teaching: Individual Instruction. 1）：1975年
- 教學技能：個人指導2（Competencies for Teaching: Individual Instruction. 2）：1975年，ISBN 978-0534003876
- 教學技能：個人指導3（Competencies for Teaching: Individual Instruction. 3）：1975年，ISBN 978-0534003883
- 教學技能：個人指導4（Competencies for Teaching: Individual Instruction. 4）：1975年，ISBN 0534003893
- 彼得計畫（The Peter Plan, A proposal for survival）：1976年，ISBN 978-0688029722
- 彼得語錄（Peter's Quotations: Ideas for Our Times）：1977年，ISBN 978-0688119096
- 彼得人物（Peter's People）：1979年，ISBN 978-0688034887
- 彼得年鑑（Peter's Almanac）：1982年，ISBN 978-0688016128
- 笑聲處方（The Laughter Prescription）：1982年，ISBN 978-0345353337
- 為何事情總是出錯或是來重新探討彼得原理（Why Things Go Wrong or the Peter Principle Revisited）：1984年，ISBN 978-0688039028
- 彼得金字塔（The Peter Pyramid: Or, Will We Ever Get the Point?）：1986年，ISBN 978-0688053802